# Primera División (Chile) 1967
Die Primera División 1967, auch unter dem Namen 1967 Campeonato Nacional de Fútbol Profesional bekannt, war die 35. Saison der Primera División, der höchsten Spielklasse im Fußball in Chile.
Die Meisterschaft gewann das Team von Universidad de Chile, das sich damit für die Copa Libertadores 1968 qualifizierte. Es war der sechste Meisterschaftstitel für den Klub. Zudem qualifizierte sich auch der Vizemeister Universidad Católica für die Copa Libertadores. Tabellenletzter und somit Absteiger in die zweite Liga ist San Luis de Quillota.

## Modus
Die 18 Teams spielen jeder gegen jeden mit Hin- und Rückspiel. Sieger ist die Mannschaft mit den meisten Punkten. Bei Punktgleichheit entscheidet ein Entscheidungsspiel um die bessere Position, wenn es um die Meisterschaft, die Qualifikation zur Copa Libertadores oder um den Klassenerhalt geht. In den anderen Fällen entscheidet das Torverhältnis. Der Tabellenletzte steigt in die zweite Liga ab.

## Teilnehmer
Für Absteiger Ferrobadminton spielt Zweitligameister CD Huachipato nun in der Primera División. Folgende Vereine nahmen daher an der Meisterschaft 1967 teil:
| Mannschaft           | Stadt             |
| -------------------- | ----------------- |
| Audax Italiano       | Santiago de Chile |
| Colo-Colo            | Santiago de Chile |
| Deportes La Serena   | La Serena         |
| Everton              | Viña del Mar      |
| Green Cross Temuco   | Temuco            |
| CD Huachipato        | Talcahuano        |
| CD Magallanes        | Santiago de Chile |
| CD O’Higgins         | Rancagua          |
| CD Palestino         | Santiago de Chile |
| Rangers de Talca     | Talca             |
| San Luis de Quillota | Quillota          |
| Santiago Morning     | Santiago de Chile |
| Santiago Wanderers   | Valparaíso        |
| Unión Española       | Santiago de Chile |
| Unión La Calera      | La Calera         |
| Unión San Felipe     | San Felipe        |
| Universidad Católica | Santiago de Chile |
| Universidad de Chile | Santiago de Chile |

## Tabelle
| Pl.                       | Verein                   | Sp. | S  | U  | N  | Tore    | Diff. | Punkte |
| ------------------------- | ------------------------ | --- | -- | -- | -- | ------- | ----- | ------ |
| 1.                        | Universidad de Chile     | 34  | 25 | 6  | 3  | 081:330 | +48   | 56     |
| 2.                        | Universidad Católica (M) | 34  | 17 | 10 | 7  | 068:480 | +20   | 44     |
| 3.                        | CSD Colo-Colo            | 34  | 16 | 11 | 7  | 074:510 | +23   | 43     |
| 4.                        | Unión Española           | 34  | 16 | 6  | 12 | 072:560 | +16   | 38     |
| 5.                        | CD Magallanes            | 34  | 12 | 14 | 8  | 055:450 | +10   | 38     |
| 6.                        | CD Huachipato (N)        | 34  | 11 | 13 | 10 | 056:500 | +6    | 35     |
| 7.                        | Deportes La Serena       | 34  | 9  | 16 | 9  | 045:440 | +1    | 34     |
| 8.                        | Unión San Felipe         | 34  | 11 | 12 | 11 | 041:550 | −14   | 34     |
| 9.                        | Santiago Morning         | 34  | 12 | 9  | 13 | 055:580 | −3    | 33     |
| 10.                       | Audax Italiano           | 34  | 9  | 15 | 10 | 050:540 | −4    | 33     |
| 11.                       | CD O’Higgins             | 34  | 9  | 13 | 12 | 053:530 | ±0    | 31     |
| 12.                       | CD Palestino             | 34  | 8  | 13 | 13 | 047:490 | −2    | 29     |
| 13.                       | Santiago Wanderers       | 34  | 7  | 15 | 12 | 037:450 | −8    | 29     |
| 14.                       | Everton                  | 34  | 8  | 13 | 13 | 047:630 | −16   | 29     |
| 15.                       | Green Cross Temuco       | 34  | 10 | 8  | 16 | 047:630 | −16   | 28     |
| 16.                       | Rangers de Talca         | 34  | 7  | 13 | 14 | 040:540 | −14   | 27     |
| 17.                       | Unión La Calera          | 34  | 9  | 9  | 16 | 044:720 | −28   | 27     |
| 18.                       | San Luis de Quillota     | 34  | 7  | 12 | 15 | 029:500 | −21   | 26     |
| Quelle: , Stand: Endstand |                          |     |    |    |    |         |       |        |

| (M) | Vorjahresmeister |
| (N) | Aufsteiger       |

## Beste Torschützen
| Rang | Spieler       | Klub           | Tore |
| ---- | ------------- | -------------- | ---- |
| 1    | Eladio Zárate | Unión Española | 28   |